# Aculepeira
Aculepeira Chamberlin & Ivie, 1942 è un genere di ragni appartenente alla famiglia Araneidae.

## Etimologia
Il nome deriva dal latino aculeum, cioè aculeo, pungiglione, dal greco ἑπί, epì, cioè sopra e εῖρειν, èirein, cioè intrecciare, probabilmente perché tesse la ragnatela fra le punte delle foglie.

## Distribuzione
Le ventitré specie oggi note di questo genere sono state rinvenute in Eurasia e nelle Americhe.

## Tassonomia

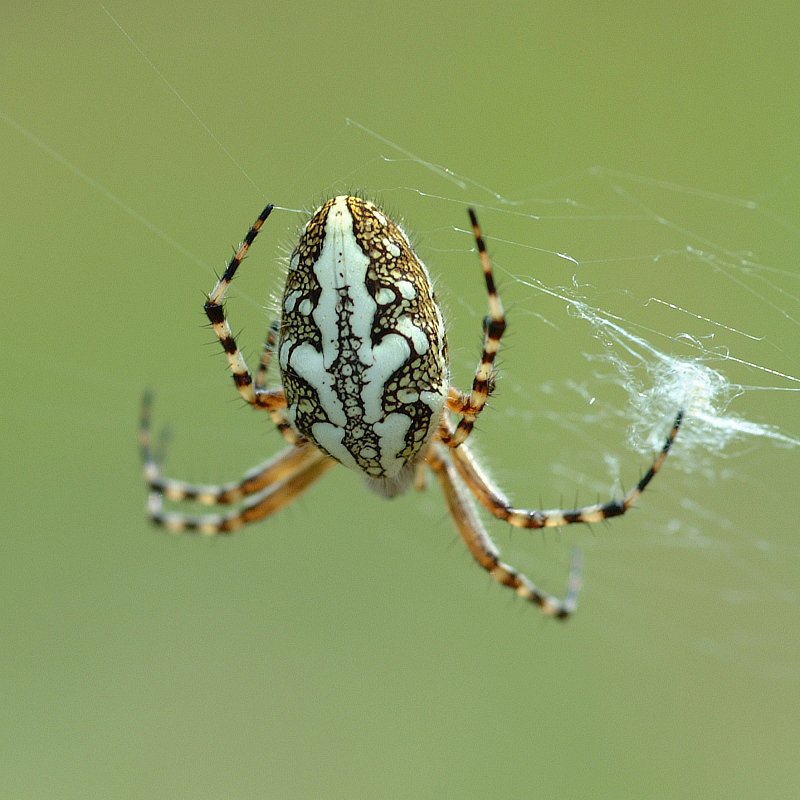
Aculepeira ceropegia

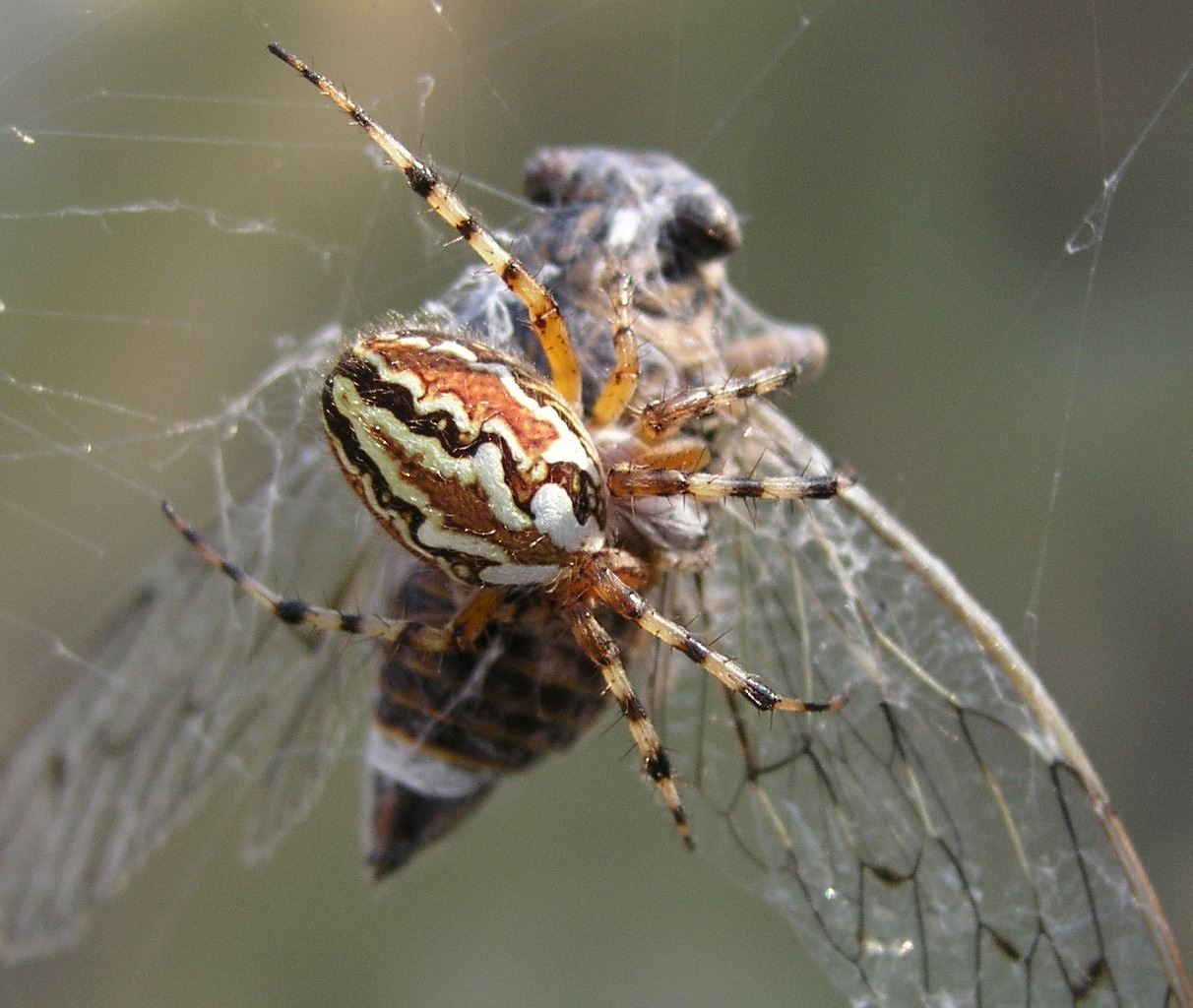
Aculepeira armida, sta imbozzolando una cicala

La determinazione della specie tipo di questo genere è stata effettuata sugli esemplari di Araneus aculeatus (Emerton, 1877).
A maggio 2011, si compone di 23 specie e 4 sottospecie:
1. Aculepeira aculifera (O. P.-Cambridge, 1889) — dagli USA al Guatemala
2. Aculepeira albovittata (Mello-Leitão, 1941) — Paraguay, Argentina
3. Aculepeira angeloi Alvares, Loyola & De Maria, 2005 — Brasile
4. Aculepeira apa Levi, 1991 — Paraguay
5. Aculepeira armida (Audouin, 1826) — Regione paleartica
  - Aculepeira armida orientalis (Kulczyński, 1901) — Russia, Cina
  - Aculepeira armida pumila (Simon, 1929) — Francia
6. Aculepeira azul Levi, 1991 — Panama
7. Aculepeira busu Levi, 1991 — Hispaniola
8. Aculepeira carbonaria (L. Koch, 1869) — Regione paleartica
  - Aculepeira carbonaria sinensis (Schenkel, 1953) — Cina
9. Aculepeira carbonarioides (Keyserling, 1892) — USA, Canada, Alaska, Russia
10. Aculepeira ceropegia (Walckenaer, 1802) — Regione paleartica
11. Aculepeira escazu Levi, 1991 — Costa Rica
12. Aculepeira gravabilis (O. P.-Cambridge, 1889) — dall'Honduras al Panama
13. Aculepeira lapponica (Holm, 1945) — Svezia, Finlandia, Russia
14. Aculepeira luosangensis Yin et al., 1990 — Cina
15. Aculepeira machu Levi, 1991 — Perù
16. Aculepeira matsudae Tanikawa, 1994 — Giappone
17. Aculepeira packardi (Thorell, 1875)[2] — America settentrionale, Russia, Cina, Kazakistan
18. Aculepeira serpentina Guo & Zhang, 2010 — Cina
19. Aculepeira taibaishanensis Zhu & Wang, 1995 — Cina
20. Aculepeira talishia (Zawadsky, 1902) — Turchia, Russia, Georgia, Azerbaigian
21. Aculepeira travassosi (Soares & Camargo, 1948) — dal Messico all'Argentina
22. Aculepeira visite Levi, 1991 — Hispaniola
23. Aculepeira vittata (Gerschman & Schiapelli, 1948) — Brasile, Paraguay, Argentina

### Specie trasferite
- Aculepeira callaria Levi, 1991; trasferita al genere Amazonepeira Levi, 1989, con la denominazione di Amazonepeira callaria (Levi, 1991), a seguito di un lavoro dello stesso Levi del 1991.
- Aculepeira tedgenica (Bakhvalov, 1978); trasferita al genere Neoscona Simon, 1864, con la denominazione di Neoscona tedgenica (Bakhvalov, 1978), a seguito di uno studio degli aracnologi Marusik, Tarabaev & Litovchenko del 1991.

### Nomen dubium
La sottospecie Aculepeira carbonaria fulva Franganillo, 1913; esemplare femminile, reperito in Spagna e originariamente ascritto all'ex-genere Epeira, a seguito di un lavoro di Breitling et al., (2016b), è da ritenersi nomen dubium.